# Amy Winehouse
Amy Jade Winehouse (Londres, 14 de setembre del 1983 - Londres, 23 de juliol del 2011) fou una cantant i compositora anglesa d'estil soul.

## Orígens

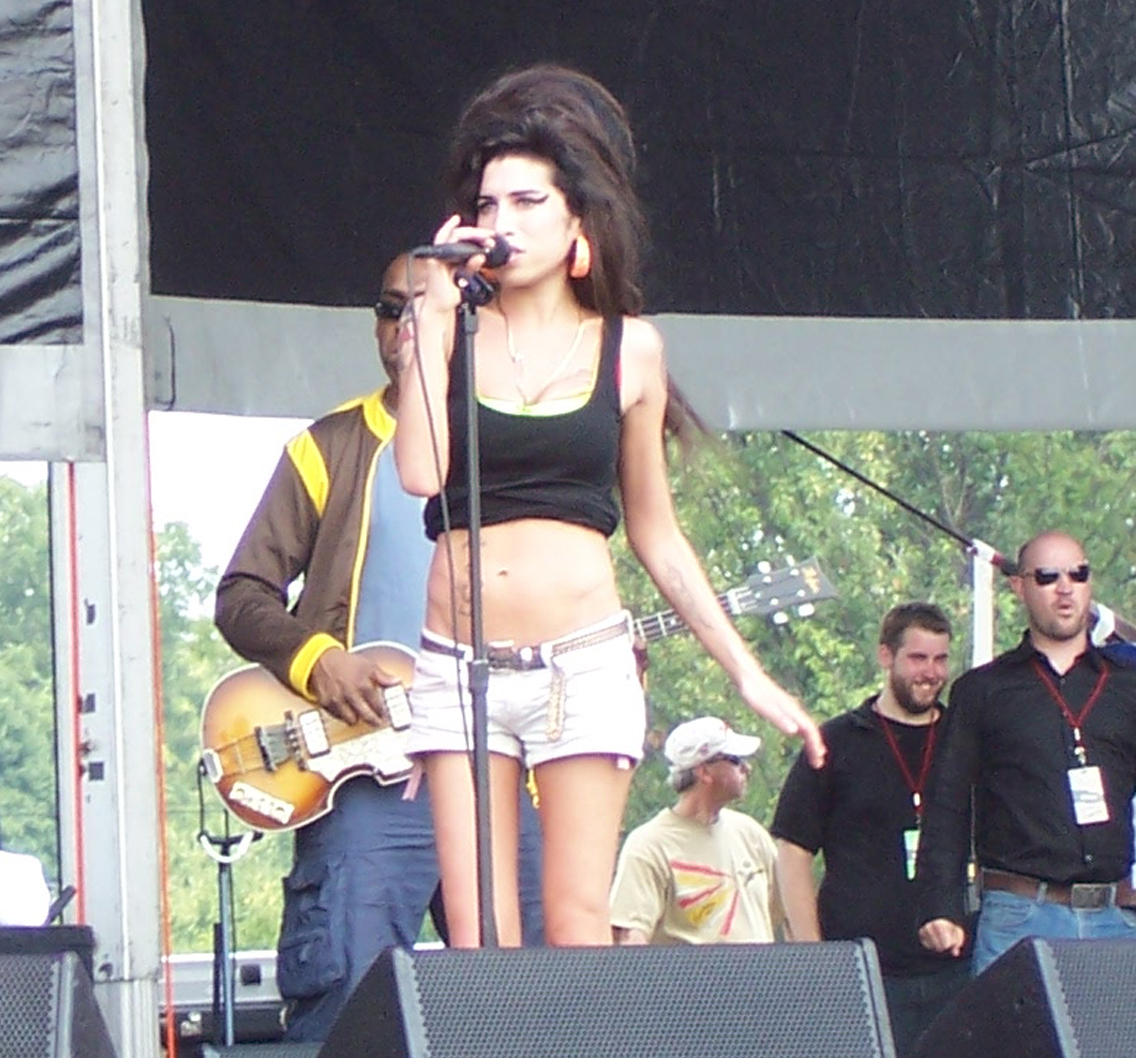
Al Virgin Festival

Winehouse va néixer en el si d'una família jueva i amb tradició musical en el jazz. Es va criar en l'àrea de Southgate, al nord de Londres, i va anar al col·legi Ashmole School. Quan tenia 10 anys, Winehouse va fundar una banda de rap anomenada Sweet'n'Sour; Amy va descriure aquesta aventura com "els petits Salt'n'Pepa jueus". Va anar a l'escola de teatre Sylvia Young Theatre School a 12 anys, però en va ser expulsada als 13 per "no aplicar-se i fer-se un piercing al nas". Més tard va anar al Col·legi Britànic de Selhurst, Croydon.
Va créixer escoltant diferents tipus de música des de Salt 'n' Pepa a Sarah Vaughan i li van regalar la primera guitarra als 13 anys. Com a curiositat, solia actuar en directe per petits "pubs" de Londres, en concret per la zona del famós mercat de Camden.
El seu amic, el cantant Tyler James, va donar la seva maqueta a un productor, de manera que començà la carrera professional als 16 anys. Va signar el primer contracte amb la discogràfica Island/Universal.

## Carrera musical
L'àlbum debut, Frank, editat el 2003, va ser nomenat als Premis Mercury Music i va guanyar un Premi Ivor Novello el 2004, pel single Stronger than me. El 2006, va treure el segon àlbum, Back to Black. El 14 de febrer del 2007 va guanyar un Brit award en la categoria de Millor Artista Britànica. El juny del 2007, Winehouse va ser novament nominada als Premis Mercury, per Back to Black; el disc ha assolit el platí als EUA, i com a fermall d'or aconseguí tres nominacions als "MTV Video Music Awards" 2007. Aquell mateix any, el novembre, va llançar "Back To Black Deluxe Edition", reedició del reeixit àlbum Back to Black, i el primer DVD, titulat Told You I Was Trouble (DVD).
El 10 de febrer del 2008, es va celebrar la cerimònia de lliurament dels premis Grammy 2008, en què Winehouse va resultar la gran guanyadora de la nit amb cinc dels sis premis als quals era nominada: Millor nou artista, Enregistrament de l'any, Cançó de l'any, Millor interpretació femenina de pop per "Rehab", a més de Millor àlbum de pop vocal per Back to Black, però no va poder assistir a la cerimònia perquè els Estats Units li va negar el visat. Per això va haver de veure la gala a Londres des de casa seva. L'artista, de 24 anys, va completar la seva "presència" en la vetllada amb una actuació via satèl·lit des de Londres, en la qual va abordar dues de les seves cançons més reeixides.

## Club dels 27
La seva vida va estar marcada per l'abús de l'alcohol i altres drogues. La seva mort, prematura, als vint-i-set anys, probablement a conseqüència de l'alcohol, fa entrar aquesta estrella musical a l'anomenat Club dels 27, amb altres estrelles com Kurt Cobain, Jimmy Hendrix, Janis Joplin o Jim Morrison.

## Crítica
Back to Black va tenir un èxit rotund i una crítica favorable que va guanyar nombroses comparacions amb la "motown-era R&B". La revista Rolling Stone va dir que en aquest àlbum Amy Winehouse desprenia la força dels intèrprets d'indie i d'hip hop. La revista anglosaxona "People" va afirmar que "Back to Black" és un disc que és millor cada vegada que l'escoltem. "The New Statesmen" va remarcar que aquest segon treball era millor que el primer, referint-se a ell com "un impressionant treball de soul"...

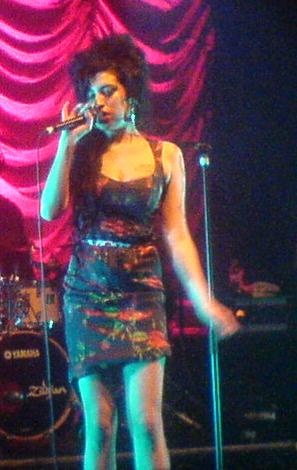
Al KOKO de Londres.

Segons moltes revistes i articles d'opinió de molts crítics musicals de renom, s'ha catalogat Amy Winehouse com "La major representant del Soul Modern". De fet, en moltes d'aquestes crítiques d'opinió s'ha despertat curiositat a causa que s'ha assenyalat que cadenes de televisió musical com MTV, sol passen vídeos de soul en els quals figura la cantant Amy Winehouse. Això no és del tot cert, però si alguna cosa es pot destacar, és que almenys a la cadena MTVLatinoamèrica, l'única cantant de soul-pop els vídeos del qual han vist la llum és Amy.

## Controvèrsia
La cantant va aparèixer als tabloides britànics en situacions polèmiques relacionades amb el consum de drogues. Amy Winehouse va estar relacionada amb problemes d'addicció a les drogues i l'alcohol. L'escàndol va explotar quan van donar públicament la notícia que el seu marit Blake Fielder havia estat empresonat. Davant d'aquesta notícia, en va succeir una altra en la qual s'anunciava que Amy havia dit que si no deixaven el seu espòs en llibertat, ella se suïcidaria. Es trobava en rehabilitació per l'addicció a les drogues i anorèxia nerviosa. L'entrada al centre es va produir després que el diari The Sun publiqués un vídeo de la cantant consumint diverses drogues.
Winehouse finalment morí per un col·lapse produït pel síndrome d'abstinència el 23 de juliol de 2011, als 27 anys. L'àlbum Back to Black, pòstumament, va ser el de més vendes del Regne Unit del segle xxi.

## Discografia
Àlbums

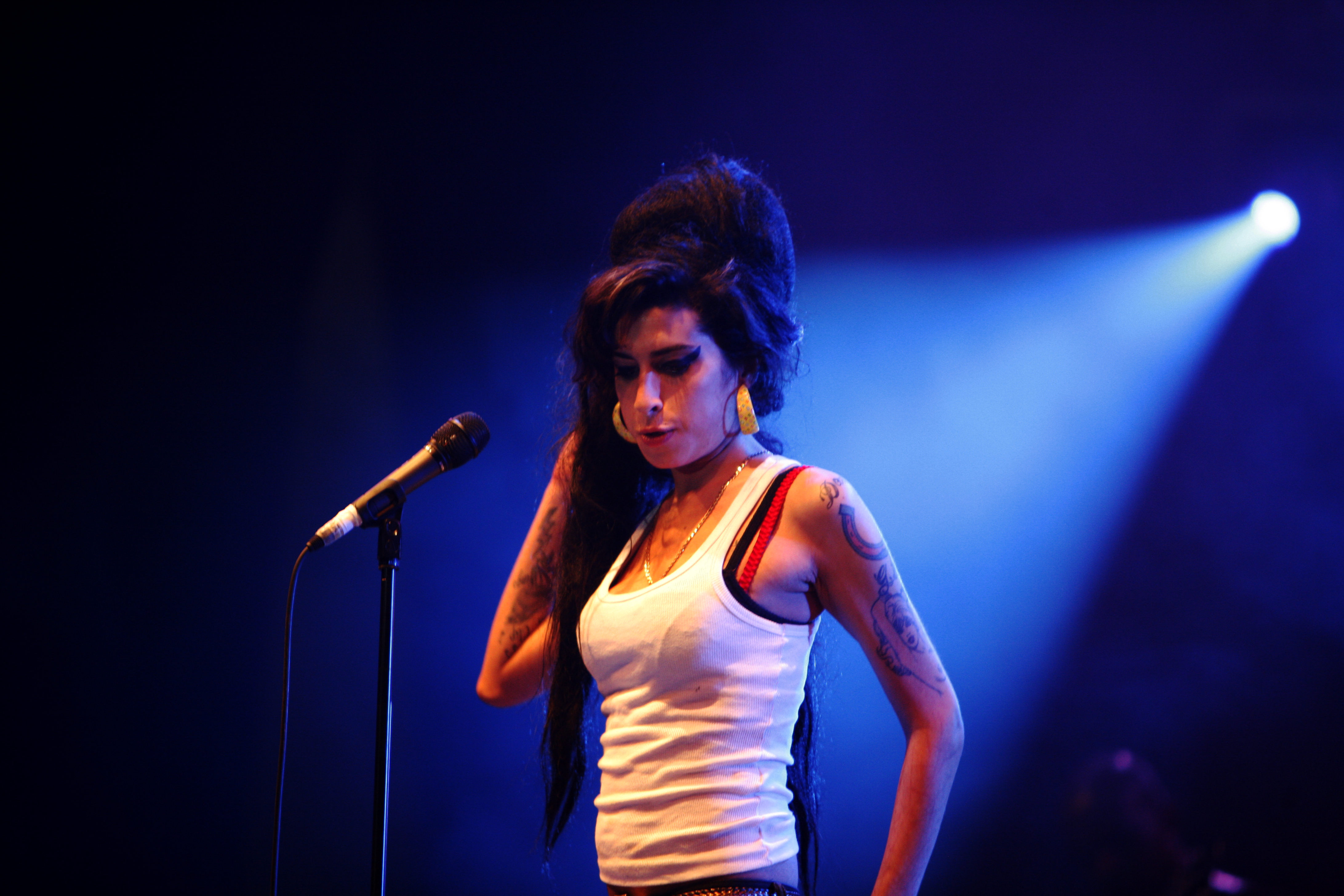
Al festival Eurockéennes, el 2007

- Frank (2003) 1.500.000 còpies venudes

- Back to Black (2007) 7.284.000 còpies venudes (el 2008: 9.359.000 còpies venudes)

Senzills
| Any  | Single                             | Llista de vendes | Llista de vendes | Llista de vendes | Llista de vendes | Àlbum         |
| Any  | Single                             | UK               | IE               | US               | Espanya          | Àlbum         |
| ---- | ---------------------------------- | ---------------- | ---------------- | ---------------- | ---------------- | ------------- |
| 2003 | "Stronger than Me"                 | 71               | -                | -                | -                | Frank         |
| 2004 | "Take the Box"                     | 57               | -                | -                | -                | Frank         |
| 2004 | "In My Bed" / "You Sent Me Flying" | 60               | -                | -                | -                | Frank         |
| 2004 | "Pumps / Help Yourself"            | 65               | -                | -                | -                | Frank         |
| 2006 | "Rehab"                            | 7                | 21               | 9                | 5                | Back to Black |
| 2007 | "You Know I'm No Good"             | 18               | 39               | 77               | -                | Back to Black |
| 2007 | "Back to Black"                    | 25               | 33               | -                | -                | Back to Black |
| 2007 | "Tears dry on their own"           | 16               | 26               | -                | -                | Back to Black |
| 2007 | "Valerie"                          | 2                | 3                | -                | -                | Back to Black |
| 2007 | "Love is a losing game"            | 42               | -                | -                | -                | Back to Black |

Col·laboracions
- "Addicted" amb Professor Green

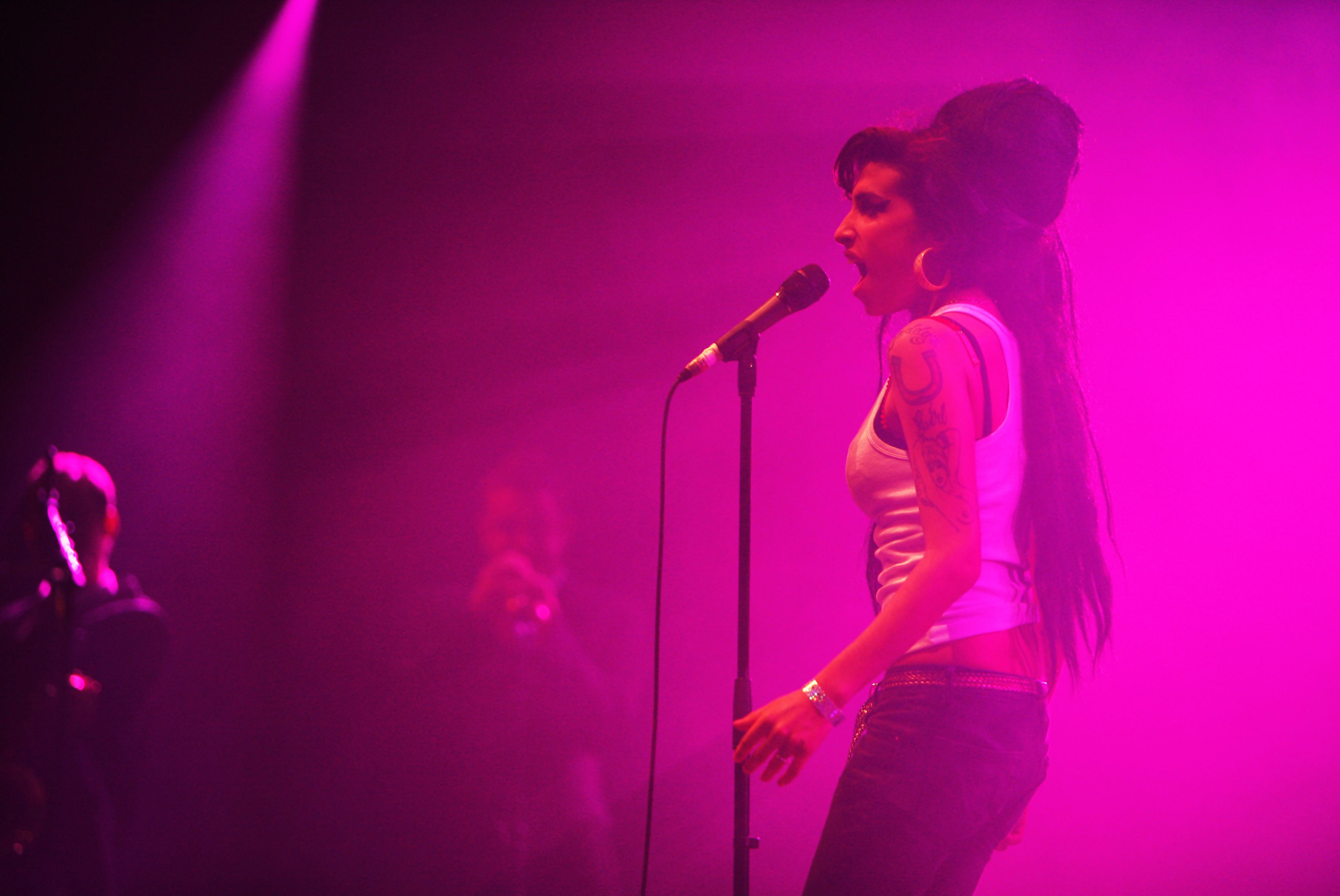
Al festival Eurockéennes, el 2007.

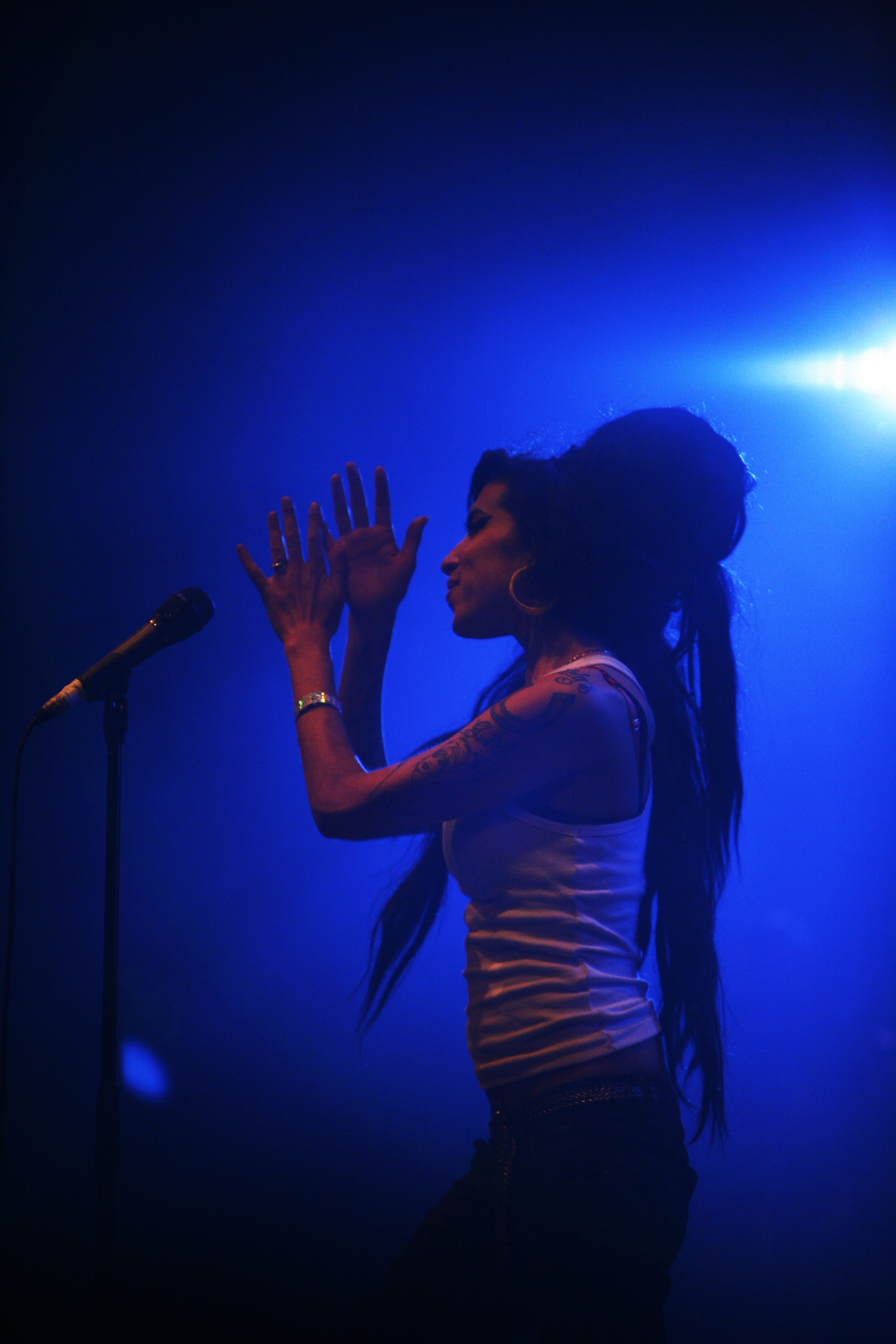
Al festival Eurockéennes, el 2007.

- "Best for Me" amb Tyler James de The Unlikely Lad
- "Get Over It" amb John the White Rapper
- "You Know I'm No Good" amb Ghostface Killah de More Fish
- "B-Boy Baby" amb Mutya Buena
- "Valerie" amb Mark Ronson
- "It's my party" amb Quincy Jones

Rareses
- "Alcoholic Logic"
- "Procrastination"
- "Get over it"
- "I should care"
- "What it is"
- "Round Midnight"
- "Brother"
- "Beat the point of death"
- "Fool's Gold"
- "Mr. Magic"

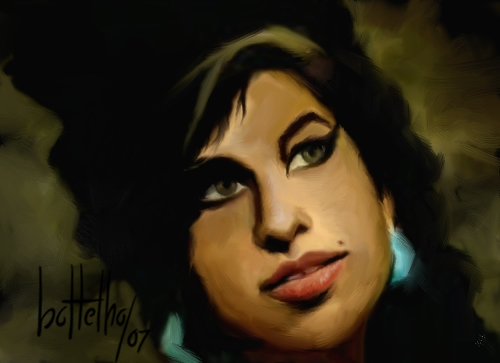
Retrat d'un fan.

- "Monkey Man" (You Know I'm No Good CD2)

- "To Know Him is to Love Him" (You Know I'm No Good CD1)
- "Close to the Front" (Rehab CD2)
- "Do Me Good" (Rehab CD1)
- "Round Midnight" (Take the Box)
- "Best Friend" (In my Bed/You Sent Me Flying)
- "Will You Love Me Tomorrow?" (BSO de Bridget Jones: Sobreviviré)
- "Hey Little Rich Girl" ("Back To Black Deluxe Edition")
- "Cupid" ("Back To Black Deluxe Edition)
- "You're Wondering Now ("Back To Black Deluxe Edition)

## Guardons
Premis
- 2008: Grammy al millor nou artista